# Джизус
Владисла́в Дми́триевич Ко́жихов (род. 12 июня 1997, Киров, Кировская область, Россия), более известный под псевдонимом Джи́зус — российский рэп- и рок-музыкант. Бывший участник музыкального объединения Коннект. На данный момент является основателем коллектива Worldwide Baby.

## Биография
Родился 12 июня 1997 года в Кирове, Кировская область, Россия.
Музыкальную карьеру начал в 2016 году под псевдонимом VLΛD БЕΛЫЙ под вдохновением Валентина Стрыкало.
1 февраля 2019 года был выпущен третий студийный альбом «Нога в ногу с этой страной». 9 апреля вышел видеоклип на песню «Золото» при участии Flesh.
13 декабря 2019 года выпускает первый рок-альбом в своей карьере «Начало новой эры». 7 января 2020 года исполнил две песни с релиза на шоу «Вечерний Ургант».
27 ноября 2020 года вышел пятый студийный альбом 47: Revolution and World, который совпал с распадом кировского хип-хоп-объединения «Коннект», куда входил музыкант. Рецензент хип-хоп-портала The Flow описал альбом как «бесконечная война артиста с окружающим миром — он разочарован в людях вокруг, в сверстниках и эпохе, много говорит о незащищенности и страхе перед миром, а также отчаянно ищет тех, с кем разделить эту ношу», отметив, что, несмотря на позиционирование Джизусом альбома как «начало творческого пути», с точки зрения идеи 47: Revolution and World более походит на предшественника «Новой эры».

## Музыкальный стиль
Изначально Джизус исполнял песни в жанре минималистик-трэп. Журнал Афиша сравнивает ранний стиль Джизуса с Face, но называет его более «мрачным и коварным». Позже Владислав стал исполнять песни в жанре гранж, так как рэп, по его мнению, «стал глупым». Артём Кучников из ТНТ Music, обозревая песню «Сияние неба не видно глазами», заметил, что она выполнена в эмо-эстетике. Джизус считает Юрия Каплана своим вдохновителем и называет Виктора Цоя «великим человеком, который застал лучшие времена в музыкальной индустрии».

## Дискография

### Студийные альбомы
| Название                                                           | Детали                                                                            | Высшая позиция в чарте | Высшая позиция в чарте | Высшая позиция в чарте |
| Название                                                           | Детали                                                                            | Apple Music            | VK Музыка              | Сберзвук               |
| ------------------------------------------------------------------ | --------------------------------------------------------------------------------- | ---------------------- | ---------------------- | ---------------------- |
| «Возрождение»                                                      | - Релиз: 9 ноября 2017 - Лейбл: Rhymes Music - Формат: Цифровая загрузка          | —                      | —                      | —                      |
| G-Unit                                                             | - Релиз: 17 октября 2018 - Лейбл: Вне лейбла - Формат: Цифровая загрузка          | —                      | —                      | —                      |
| «Психо-неврологические заболевания с видимостью невидимых существ» | - Релиз: 17 октября 2018 - Лейбл: Джизус - Формат: Цифровая загрузка              | —                      | 43                     | —                      |
| «Нога в ногу с этой страной»                                       | - Релиз: 1 февраля 2019 - Лейбл: Rhymes Music - Формат: Цифровая загрузка         | —                      | 6                      | 1—                     |
| «Начало новой эры»                                                 | - Релиз: 13 декабря 2019 - Лейбл: Warner Music Russia - Формат: Цифровая загрузка | 6                      | 2                      | 1                      |
| 47: Revolution and World                                           | - Релиз: 27 ноября 2020 - Лейбл: Warner Music Russia - Формат: Цифровая загрузка  | —                      | 3                      | 1                      |
| «Альбом без названия»                                              | - Релиз: 15 апреля 2022 - Лейбл: Worldwide Baby - Формат: Цифровая загрузка       | —                      | 1                      | 1                      |
| «Господин никто»                                                   | - Релиз: 11 ноября 2022 - Лейбл: Worldwide Baby - Формат: Цифровая загрузка       | —                      | 4                      | 1                      |
| «Дух мира»                                                         | - Релиз: 26 мая 2023 - Лейбл: Worldwide Baby - Формат: Цифровая загрузка          | __                     | 2                      | 2                      |
| «Близнецы: Eros»                                                   | - Релиз: 1 марта 2024 - Лейбл: Worldwide Baby - Формат: Цифровая загрузка         | __                     | 4                      | 2                      |
| «Близнецы: Thanatos»                                               | - Релиз: 15 марта 2024 - Лейбл: Worldwide Baby - Формат: Цифровая загрузка        | __                     | 7                      | 4                      |
| «VK Акустика»                                                      | - Релиз: 16 августа 2024 - Лейбл: VK Records - Формат: Цифровая загрузка          |                        |                        |                        |
| «Проводник»                                                        | - Релиз: 14 февраля 2025 - Лейбл: Worldwide Baby - Формат: Цифровая загрузка      |                        |                        |                        |

### Мини-альбомы
| Название  | Детали                                                                     |
| --------- | -------------------------------------------------------------------------- |
| Teen Soul | - Релиз: 9 ноября 2017 - Лейбл: Rhymes Music - Формат: Цифровая загрузка   |
| Jesus’    | - Релиз: 16 декабря 2017 - Лейбл: Rhymes Music - Формат: Цифровая загрузка |
| Jesus’2   | - Релиз: 30 декабря 2017 - Лейбл: Вне лейбла - Формат: Цифровая загрузка   |

### Синглы
| Название                                  | Год  | Высшие позиции в чартах | Высшие позиции в чартах | Высшие позиции в чартах | Высшие позиции в чартах | Высшие позиции в чартах | Высшие позиции в чартах | Высшие позиции в чартах | Альбом                |
| Название                                  | Год  | ВКонтакте               | Radio & YouTube Hits    | Shazam                  | TikTok                  | YouTube Hits            | YouTube Music           | Zvooq. online           | Альбом                |
| ----------------------------------------- | ---- | ----------------------- | ----------------------- | ----------------------- | ----------------------- | ----------------------- | ----------------------- | ----------------------- | --------------------- |
| «Девочка в классе»                        | 2019 | 20                      | —                       | 19                      | —                       | —                       | —                       | —                       | Внеальбомные синглы   |
| «võDEVIL»                                 | 2019 | —                       | —                       | —                       | —                       | —                       | —                       | —                       | Внеальбомные синглы   |
| «Включив, ты станешь счастливым»          | 2019 | —                       | —                       | —                       | —                       | —                       | —                       | —                       | Внеальбомные синглы   |
| «Ты ничего не поняла»                     | 2019 | 14                      | 243                     | —                       | —                       | 2                       | 7                       | 13                      | «Начало новой эры»    |
| «Открой глаза!!! (или закрой свой рот)»   | 2020 | —                       | —                       | —                       | —                       | —                       | —                       | —                       | Внеальбомные синглы   |
| «Мальборо Голд»                           | 2020 | —                       | —                       | —                       | —                       | —                       | —                       | —                       | Внеальбомные синглы   |
| «Эгоист и Долбоёб»                        | 2020 | —                       | —                       | —                       | —                       | —                       | —                       | —                       | Внеальбомные синглы   |
| «Вождь»                                   | 2021 | —                       | —                       | —                       | 10                      | —                       | —                       | —                       | Внеальбомные синглы   |
| «Фемида» (при уч. Иглы)                   | 2021 | —                       | —                       | —                       | —                       | —                       | —                       | —                       | Внеальбомные синглы   |
| «Ай-яй» (совм. с JESBY)                   | 2021 | —                       | —                       | —                       | —                       | —                       | —                       | —                       | «Настя»               |
| «Я там, где ты»                           | 2021 | —                       | —                       | —                       | —                       | —                       | —                       | —                       | Внеальбомный сингл    |
| «Warlord»                                 | 2022 | 53                      | —                       | —                       | —                       | —                       | —                       | —                       | «Альбом без названия» |
| «reGeneration»                            | 2022 | 69                      | —                       | —                       | —                       | —                       | —                       | —                       | «Альбом без названия» |
| «Я не теряю надежды»                      | 2022 | —                       | —                       | —                       | —                       | —                       | —                       | —                       | «Альбом без названия» |
| «don`t kill»                              | 2022 | —                       | —                       | —                       | —                       | —                       | —                       | —                       | «Альбом без названия» |
| «Alone In This World»                     | 2022 | —                       | —                       | —                       | —                       | —                       | —                       | —                       | «Альбом без названия» |
| «Энергия звёзд»                           | 2022 | —                       | —                       | —                       | —                       | —                       | —                       | —                       | Внеальбомный сингл    |
| «Апокалипсис сегодня»                     | 2022 | —                       | —                       | —                       | —                       | —                       | —                       | —                       | «Господин никто»      |
| «Автомат»                                 | 2022 | —                       | —                       | —                       | —                       | —                       | —                       | —                       | «Господин никто»      |
| «Твои глаза»                              | 2022 | 54                      | —                       | —                       | —                       | —                       | —                       | —                       | «Господин никто»      |
| «На удачу»                                | 2022 | 62                      | —                       | —                       | —                       | —                       | —                       | —                       | «Господин никто»      |
| «Не пара»                                 | 2022 | —                       | —                       | —                       | —                       | —                       | —                       | —                       |                       |
| «Spirit of the World»                     | 2023 | —                       | —                       | —                       | —                       | —                       | —                       | —                       | «Дух мира»            |
| «Жвачка»                                  | 2023 | —                       | —                       | —                       | —                       | —                       | —                       | 1                       | «Дух мира»            |
| «Отравлено»                               | 2023 | —                       | —                       | —                       | —                       | —                       | —                       | —                       | Внеальбомные синглы   |
| «Вселенная дарит мне ощущение дома»       | 2023 | 82                      | —                       | —                       | —                       | —                       | —                       | —                       | Внеальбомные синглы   |
| «Что мы с тобой наделали?»                | 2024 | 34                      | —                       | —                       | —                       | —                       | —                       | 2                       | «Близнецы: Eros»      |
| «Временами всё пройдёт»                   | 2024 | 81                      | —                       | —                       | —                       | —                       | —                       | 8                       | «Близнецы: Thanatos»  |
| «Лето без тебя» (совм. с Юлией Савичевой) | 2024 | 19                      | —                       | —                       | —                       | —                       | 49                      | 17                      | Внеальбомные синглы   |
| «Смерть к лицу»                           | 2025 | —                       | —                       | —                       | —                       | —                       | —                       | —                       | «Проводник»           |
| «Вилами по воде»                          | 2025 | —                       | —                       | —                       | —                       | —                       | —                       | —                       | «Проводник»           |

### Другие песни в чартах
| Название                         | Год  | Высшая позиция в чартах | Высшая позиция в чартах | Альбом |
| Название                         | Год  | YouTube Hits            | YouTube Music           | Альбом |
| -------------------------------- | ---- | ----------------------- | ----------------------- | ------ |
| «Эш» (Угадайкто при уч. Джизуса) | 2019 | 93                      | 12                      | «Жир»  |

### Музыкальные видео
| Год                          | Песня                          | Режиссёр(ы)             |
| Как ведущий исполнитель      | Как ведущий исполнитель        | Как ведущий исполнитель |
| ---------------------------- | ------------------------------ | ----------------------- |
| 2017                         | «Discounter»                   | Андрей Корнев           |
| 2019                         | «Ван Гог»                      | Алина Ретюхина          |
| 2019                         | «Золото»                       | Алина Ретюхина          |
| 2019                         | «Девочка в классе»             | Роман Логиновский       |
| 2019                         | «Ты ничего не поняла»          | Роман Логиновский       |
| 2020                         | «Эта земля не мой дом»         | Неизвестно              |
| 2020                         | «Сияние неба не видно глазами» | Роман Логиновский       |
| 2020                         | «Мальборо Голд»                | Денис Князев            |
| 2021                         | «In The Name of Love XXXX»     | Эльдар Гараев           |
| 2021                         | «Молодая кровь России»         | Денис Казаковцев        |
| 2022                         | «Warlord»                      | Лев Василенко           |
| 2022                         | «reGeneration»                 | Денис Князев            |
| 2022                         | «Апокалипсис Сегодня»          | —                       |
| 2022                         | «Автомат»                      | Денис Князев            |
| 2022                         | «Твои Глаза»                   | Эльдар Гараев           |
| 2022                         | «На удачу»                     | Лев Василенко           |
| 2022                         | «Бэйби в Аду»                  | Эльдар Гараев           |
| 2023                         | «Не пара»                      | Эльдар Гараев           |
| 2023                         | «Spirit of the World»          | Эльдар Гараев           |
| 2023                         | «Всё забрать»                  | Эльдар Гараев           |
| 2024                         | «Что мы с тобой наделали»      | Эльдар Гараев           |
| 2024                         | «Демоны спасут тебя»           | Денис Князев            |
| 2024                         | «Жизнь и Смерть»               | Денис Князев            |
| 2024                         | «Лето без тебя»                | Константин Черепков     |
| 2025                         | «Смерть к лицу»                | Эльдар Гараев           |
| Как приглашённый исполнитель |                                |                         |
| 2019                         | «Эш»                           | Максим Перевозчиков     |
| 2020                         | «Мама Россия»                  | Денис Казаковцев        |